# Cleisostoma gjellerupii
Cleisostoma gjellerupii är en orkidéart som först beskrevs av Johannes Jacobus Smith, och fick sitt nu gällande namn av Leslie Andrew Garay. Cleisostoma gjellerupii ingår i släktet Cleisostoma och familjen orkidéer. Inga underarter finns listade i Catalogue of Life.